# Санти-Анджели-Кустоди-а-Читта-Джардино (титулярная диакония)
Титулярная диакония Санти-Анджели-Кустоди-а-Читта-Джардино — титулярная церковь была создана Папой Павлом VI 5 февраля 1965 года апостольской конституцией Quandoquidem Sacrorum Cardinalium. Титул принадлежит церкви Санти-Анджели-Кустоди-а-Читта-Джардино, расположенной в квартале Рима Монте-Сакро, на пьяцца Семпионе.

## Список кардиналов-дьяконов титулярной диакония Санти-Анджели-Кустоди-а-Читта-Джардино
- Альфредо Пачини — (29 июня — 23 декабря 1967, до смерти);
- Себастьяно Баджо — (30 апреля 1969 — 21 декабря 1973, назначен кардиналом-священником Сан-Себастьяно-алле-Катакомбе);
  - вакансия (1973 — 2001);
- Агостино Каччавиллан — (21 февраля 2001 — 21 февраля 2011), титулярная церковь pro illa vice (21 февраля 2011 — 5 марта 2022, до смерти);
- Анджело Ачерби — (7 декабря 2024 — по настоящее время).